# Giambatista Borgia
Giambatista Borgia (falecido em 1560) foi um prelado católico romano italiano que serviu como bispo de Massa Lubrense (1545–1560).

## Biografia
No dia 18 de março de 1545, foi nomeado pelo Papa Paulo III como Bispo de Massa Lubrense, onde serviu como bispo até à sua morte em 1560.